# 戸隠連峰
戸隠連峰（とがくしれんぽう）は、新潟県と長野県に跨る山域で、戸隠表山と戸隠裏山からなる。その多くが妙高戸隠連山国立公園に含まれる。
東側には独立峰である黒姫山があり、西側には姫川を挟んで後立山連峰と対峙している。

## 主な山

### 戸隠表山

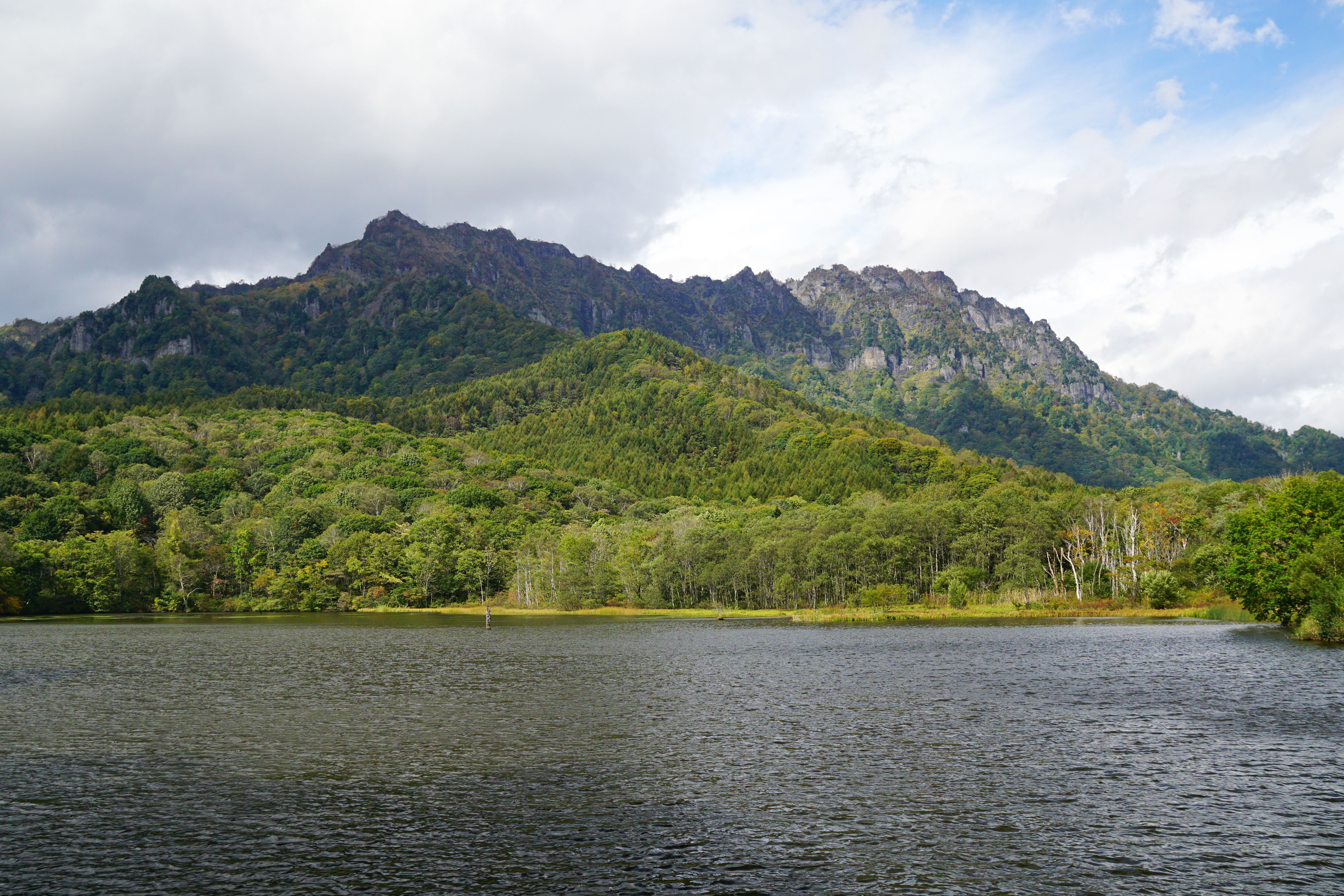
戸隠山
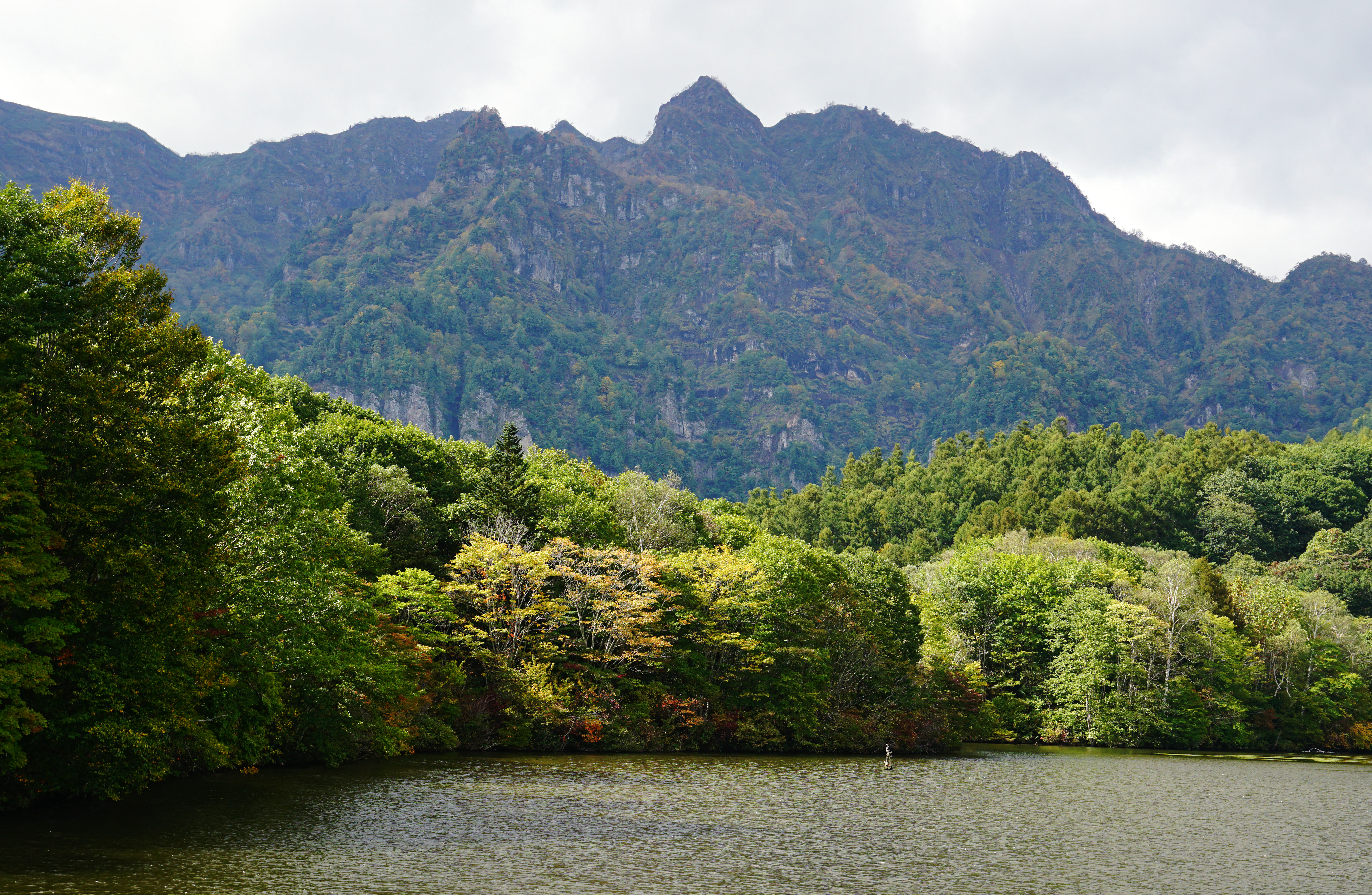
本院岳
- 西岳
- 九頭龍山

- 戸隠山
- 西岳と本院岳

### 戸隠裏山
- 高妻山
- 乙妻山